# ミシェル・マルタン・ドロラン
ミシェル・マルタン・ドロラン（Michel Martin Drolling、1789年3月7日 - 1851年1月9日
）はフランスの新古典派の画家である。

## 略歴
パリで生まれた。父親のマルタン・ドロラン（Martin Drolling）は画家で、妹のルイーズ＝アデオーネ・ドロラン（Louise-Adéone Drolling）も画家になった。
父親から絵を学んだ後、1806年からジャック＝ルイ・ダヴィッドに学んだ。1810年に有望な芸術家に与えられる奨学金付留学制度、ローマ賞を受賞し、1811年から1816年の間、在ローマ・フランス・アカデミー に滞在し、1817年にサロン・ド・パリに出展した作品で人気画家となった。ルーヴル宮殿の天井画やヴェルサイユ宮殿の装飾画も描いた。
1837年にフランス美術院の会員に選ばれ、フランス国立高等美術学校の教授となり、多くの芸術家を育てた。

## ドロランの教えた芸術家
- ロジャー・フェントン (1819-1869)
- アルフレッド・ド・キュルゾン (1820-1895)
- シャルル・ネグレ (1820-1880)
- ピエール＝ヴィクトル・ギャラン (1822-1895)
- アンドレ＝シャルル・ヴォワユモ (1823-1893)
- ジョン・チャールズ・ロビンソン (1824-1913)
- アルフォンス・ムラトン (1824-1911)
- シャルル・シャプラン (1825-1891)
- ウィリアム・ストラット (1825-1915)
- ジュール・バリック (1825-1905)
- フェリックス・オーギュスト・クレマン (1826-1888)
- ジュール・ヴァラドン (1826-1900)
- ジュール・ブルトン (1827-1906)
- アルマン・ラローシュ (1826-1903)
- エドゥアール・モイーズ(1827-1908)
- ポール・ボードリー (1828-1886)
- ジャン＝ジャック・エンネル (1829-1905)
- アルフレッド・トゥーシュモラン (1829-1907)
- ギュスターヴ・ユント (1830-1884)
- テオドール・アマン (1831-1891)

## 作品
- Le Retour du fils prodigue (1806)
- Vue des jardins de la villa Médicis (1811-1816)
- Portrait de Monsieur de Courcy (1816)
- Portrait d'un artiste (1819),
- Orphée et Eurydice (1820)
- La Loi descendant sur la Terre (1827),
- Portrait de mademoiselle Julie Duvidal de Montferrier,